# Juhan Lilienbach
Juhan Lilienbach (Paatna, 1870. október 24. – Leningrád, 1928. május 9.) észt költő, könyvkiadó.

## Élete
Paatnában tanult, ezután szakképzetlen munkás volt Rakverében, Illukában és Jõhviban. Ebben az időszakban az észt népköltészet gyűjtésével is foglalkozott. 1901-ben Tallinnba ment, ahol egy kiadónál dolgozott, s belépett a szociáldemokrata körökbe. 1905-től írt a forradalmat támogató iratokat, ezeket 1909-től saját, Mõte nevű kiadójában publikálta. 1918-ban a kivonuló bolsevikokkal együtt elhagyta Tallinnt, s Leningrádban telepedett le. Itt szívbetegség okozta haláláig kiemelkedően hozzájárult az észt nyelvű könyvek Szovjetunió-béli megjelenéséhez.
Költőként a 19. század végén debütált, alkotásait lapok hasábjain jelentette meg. Miután a szocializmus felé fordult, versei egyre inkább politikai jellegűvé váltak. Aino Kallas finn író egy kritikájában olvashatatlannak nevezte Lilienbach költeményeit. Mindemellett kiemelendőek szatirikus, valamint ateista és antiklerikális verseit, kivált ez utóbbiakban folytatta az észt népköltészet hagyományait. Noha életében csupán egyetlen verseskötete jelent meg, s verseinek száma sem nagy az észt költészeten belül egy sajátos hagyományt testesít meg. Mint epigrammaszerző is ismert.
Költészeténél jóval jelentősebb kiadói munkássága. Számos lapot, folyóiratot és antológiát szerkesztett, sokszor került konfliktusba a cenzúrahatóságokkal. A marxista munkák mellett fontos kortárs szerzők munkáit is szerkesztette, például Eduard Vilde műveit. Ez utóbbival kiterjedt levelezést folytatott, főleg mivel Vilde is a szociáldemokrata körökhöz tartozott.

## Válogatott munkái
- Ommikulaulud Tallinn, Mõte, 1909. online változat

## Fordítás
- Ez a szócikk részben vagy egészben  a   Juhan Lilienbach című német Wikipédia-szócikk ezen változatának fordításán alapul.  Az eredeti cikk szerkesztőit annak laptörténete sorolja fel. Ez a jelzés csupán a megfogalmazás eredetét és a szerzői jogokat jelzi, nem szolgál a cikkben szereplő információk forrásmegjelöléseként.